# PBV
Purpose-Built Vehicle (PBV) — тип транспортного средства, которое может выпускаться в различных формах в соответствии с назначением клиента. Первый PBV был представлен в 2020 году южнокорейской компанией Hyundai Motors.

## Описание
6 января 2020 года Чон Ый Сун (Chung Eui-sun), исполнительный вице-председатель Hyundai Motor Group, представил на выставке CES 2020 три конкретных видения будущего мобильного бизнеса, объединяющего воздушный и наземный транспорт. Одним из них является Purpose-Built Vehicle (PBV). Транспортные средства могут выпускаться на общей базовой платформе, но иметь различные внешний вид и функции в зависимости от их предполагаемого предназначения.
В январе 2024 года южнокорейская корпорация Kia Motors представила три концепт-кара типа PBV на выставке CES 2024: среднеразмерный минивэн PV5, компактвэн PV1 и полноразмерный минивэн PV7.

## Платформа
Автомобили PBV выпускаются на платформе E-GMP.S (Service), разработанной на основе представленной в 2021 году платформы Hyundai Electric Global Modular Platform (E-GMP).

## Модельный ряд
| Название    | Производство           | Изображение |
| ----------- | ---------------------- | ----------- |
| Hyundai ST1 | 2024 — настоящее время |             |
| Kia PV5     | 2025 — настоящее время |             |